# Án lệ 19/2018/AL
Án lệ 19/2018/AL về xác định giá trị tài sản bị chiếm đoạt trong tội "Tham ô tài sản" là án lệ công bố thứ 19 thuộc lĩnh vực hình sự của Tòa án nhân dân tối cao tại Việt Nam, được Hội đồng Thẩm phán Tòa án nhân dân tối cao thông qua, Chánh án Tối cao Nguyễn Hòa Bình ra quyết định công bố ngày 6 tháng 11 năm 2018, và có hiệu lực cho tòa án các cấp trong cả nước nghiên cứu, áp dụng trong xét xử từ ngày 3 tháng 12 năm 2018. Án lệ 19 dựa trên nguồn là Quyết định giám đốc thẩm số 01 ngày 9 tháng 8 năm 2017 của Tòa Hình sự Tòa án nhân dân tối cao về vụ án tham ô tài sản tại tỉnh Bình Định, nội dung xoay quanh tội tham ô tài sản; giá trị tài sản chiếm đoạt; khắc phục một phần hậu quả; và các tội xâm phạm sở hữu.
Trong vụ việc, giao dịch viên Võ Thị Ánh Ngọc của Phòng Kế toán Ngân quỹ Agribank Quy Nhơn dựa vào vị trí công việc quản lý ngân quỹ của mình để tham ô tài sản theo dạng chi ngân sách ngân hàng cho tài khoản tiết kiệm của khách hàng do mình quản lý. Vấn đề được phát hiện bởi chi nhánh, thông qua điều tra của Cơ quan điều tra, khởi tố và truy tố. Từ đây, vụ án được chọn làm án lệ để xác định giá trị tài sản thực tế đã bị chiếm đoạt.

## Nội dung vụ án

### Địa điểm
Phòng giao dịch Chợ Lớn Quy Nhơn (gọi tắt: Chợ Lớn Quy Nhơn) là đơn vị trực thuộc Chi nhánh Ngân hàng Nông nghiệp và Phát triển nông thôn (Agribank) thành phố Quy Nhơn, được thành lập theo ngày 2 tháng 3 năm 2007, có nhiệm vụ huy động tiền gửi tiết kiệm của dân cư. Thời gian từ tháng 5 năm 2008 đến tháng 4 năm 2010, Chợ Lớn Quy Nhơn là một quầy giao dịch làm việc chung văn phòng với Phòng Kế toán Ngân quỹ Agribank Quy Nhơn. Chợ Lớn Quy Nhơn có hai nhân viên là: Phan Thị Quy, kế toán có nhiệm vụ giao dịch với khách hàng, lập các chứng từ thu, chi tiền, mở sổ theo dõi nhật ký quỹ tiền mặt, hạch toán các khoản thu chi vào chương trình giao dịch trên máy vi tính, in phát hành sổ tiết kiệm và lập thẻ lưu tiết kiệm; Võ Thị Kim Tuyến, thủ quỹ có nhiệm vụ quản lý sổ tiết kiệm trắng chưa phát hành cho khách hàng, quản lý việc thu, chi tiền mặt. Bên cạnh đó nhân viên Võ Thị Ánh Ngọc (gọi tắt: Ánh Ngọc) là giao dịch viên của Phòng Kế toán Ngân quỹ Agribank Quy Nhơn, có nhiệm vụ quản lý các khoản chi trả chuyển tiền đến cho khách hàng vãng lai, chuyển tiền đi và đến, các nghiệp vụ huy động vốn, hạch toán các khoản thu nợ, thu lãi bằng tiền mặt.

### Hành vi
Ngày 12 tháng 4 năm 2010, Giám đốc Chi nhánh Agribank Quy Nhơn phát hiện sai phạm của giao dịch viên đang làm việc tại chi nhánh nên báo cáo lên Chi nhánh Agribank tỉnh Bình Định. Ngày 7 tháng 6 năm 2010, Giám đốc Chi nhánh Agribank Bình Định có công văn đề nghị Cơ quan điều tra Công an Bình Định làm rõ việc chi tiền tiết kiệm tại Chợ Lớn Quy Nhơn cho hai sổ tiết kiệm của khách hàng Đặng Thị Bích D và Ngô Thanh Vân, làm thiệt hại cho ngân hàng với tổng số tiền 774.403.300 đồng. Quá trình điều tra xác định: đối với Phan Thị Quy và Võ Thị Kim Tuyến đã trực tiếp chi tiền từ quỹ của phòng giao dịch cho sổ tiết kiệm Đặng Thị Bích D là 200,1 triệu đồng, và sổ tiết kiệm Ngô Thanh Vân là 102.870.600 đồng; tổng cộng là 302.970.600 đồng mà không kiểm tra chứng minh thư nhân dân của khách hàng để đối chiếu, dẫn đến thiệt hại cho ngân hàng số tiền trên.
Đối với Ánh Ngọc, đã trực tiếp làm các thủ tục và chi tiền từ quỹ của chi nhánh ngân hàng do Võ Thị Ánh Ngọc quản lý cho sổ tiết kiệm mang tên Ngô Thanh Vân, tổng số tiền 471.432.700 đồng, gồm các lần sau: ngày 31 tháng 7 năm 2009, Ánh Ngọc chi 23.124.400 đồng bao gồm 20 triệu đồng tiền gốc và 3.124.400 đồng tiền lãi; ngày 3 tháng 11 năm 2009, Ánh Ngọc chi 448.308.300 đồng bao gồm 375 triệu đồng tiền gốc và 73.308.300 đồng tiền lãi. Riêng đối với lần chi thứ hai, Cơ quan điều tra đã xác định Ánh Ngọc đã chuyển 251 triệu đồng vào tài khoản ATM mang tên Võ Thị Thế (thẻ này do Ánh Ngọc quản lý, sử dụng và giao dịch nhiều lần). Sau đó, Ánh Ngọc đã rút 251 triệu đồng từ tài khoản ATM của bà Võ Thị Thế nhiều lần để chiếm đoạt. Số tiền còn lại từ việc chi trả cho sổ tiết kiệm bậc thang mang tên Ngô Thanh Vân nhưng Ánh Ngọc không chứng minh được người nhận tiền nên đã gây thiệt hại cho ngân hàng 220.432.700 đồng. Do trong quá trình điều tra, bị cáo Ánh Ngọc đã khắc phục xong số tiền này nên Viện kiểm sát nhân dân tỉnh Bình Định không truy tố bị cáo về hành vi này.

## Xét xử

### Sơ thẩm
Ngày 14 tháng 8 năm 2013, phiên hình sự sơ thẩm đã diễn ra tại trụ sở tòa ở số 03 đường Bà Huyện Thanh Quan, phường Hải Cảng, thành phố Quy Nhơn, Tòa án nhân dân thành phố Quy Nhơn, tỉnh Bình Định đã áp dụng Bộ luật Hình sự 1999, xử phạt bị cáo Ánh Ngọc ba năm tù về tội tham ô tài sản.

### Phúc thẩm
Ngày 27 tháng 8 năm 2013, Ánh Ngọc có đơn kháng cáo xin hưởng án treo. Ngày 24 tháng 2 năm 2014, phiên phúc thẩm diễn ra tại trụ sở tòa ở số 01 đường Lê Lợi, phường Lê Lợi, thành phố Quy Nhơn, Tòa án nhân dân tỉnh Bình Định căn cứ vào Bộ luật Tố tụng hình sự 2003, chấp nhận kháng cáo xin hưởng án treo của bị cáo Ánh Ngọc, xử phạt Võ Thị Ánh Ngọc ba năm tù về tội tham ô tài sản nhưng cho hưởng án treo, thời gian thử thách là năm năm.

### Kháng nghị
Ngày 9 tháng 2 năm 2015, Chánh án Tòa án nhân dân tối cao Trương Hòa Bình đề nghị Hội đồng giám đốc thẩm Tòa Hình sự Tòa án nhân dân tối cao hủy bản án hình sự phúc thẩm của Tòa án nhân dân tỉnh Bình Định và bản án hình sự sơ thẩm của Tòa án nhân dân thành phố Quy Nhơn, tỉnh Bình Định đối với Võ Thị Ánh Ngọc để điều tra lại theo đúng quy định của pháp luật.

## Giám đốc thẩm
Ngày 23 tháng 4 năm 2015, với yêu cầu kháng nghị của Chánh án Tối cao và sự nhất trí của Viện Kiểm sát, Hội đồng Thẩm phán tối cao đã mở phiên xét xử giám đốc thẩm tại trụ sở tòa ở số 48 đường Lý Thường Kiệt, quận Hoàn Kiếm, Hà Nội. Tại phiên tòa giám đốc thẩm, đại diện Viện kiểm sát nhân dân tối cao đề nghị Hội đồng Thẩm phán Tòa án nhân dân tối cao chấp nhận kháng nghị của Chánh án Tòa án nhân dân tối cao.

### Nhận định của Tòa án
Tại phiên giám đốc thẩm, Hội đồng xét xử Tòa Hình sự đã nhận định: bị cáo Võ Thị Ánh Ngọc không được lãnh đạo Agribank Quy Nhơn giao nhiệm vụ chi tiền tiết kiệm nhưng lợi dụng sự sơ hở trong quá trình quản lý của ngân hàng, bị cáo đã nhiều lần trực tiếp làm các thủ tục và chi tiền tiết kiệm từ quỹ của chi nhánh ngân hàng do bị cáo quản lý cho sổ tiết kiệm mang tên Ngô Thanh Vân với tổng số tiền là 471.432.700 đồng. Trong quá trình điều tra, Cơ quan điều tra đã xác định không có khách hàng nào tên Ngô Thanh Vân và bản thân Ánh Ngọc cũng không chứng minh được ai là người đến nhận số tiền này.
Sau khi làm thủ tục chi tiền cho khách hàng Ngô Thanh Vân, Ánh Ngọc đã chuyển 251 triệu đồng là tiền trong quỹ của ngân hàng do Ánh Ngọc quản lý vào tài khoản ATM mang tên Võ Thị Thế do bị cáo là người trực tiếp mở thẻ, quản lý và sử dụng; sau đó nhiều lần rút số tiền này để chiếm đoạt của Agribank. Tòa án cấp sơ thẩm và Tòa án cấp phúc thẩm đã kết án bị cáo về tội tham ô tài sản đối với số tiền 251 triệu đồng là có căn cứ và đúng pháp luật. Tuy nhiên, số tiền mà bị cáo chiếm đoạt của ngân hàng là 251 triệu đồng nên hành vi phạm tội của bị cáo thuộc trường hợp chiếm đoạt tài sản có giá trị từ hai trăm triệu đồng đến dưới năm trăm triệu đồng, có khung hình phạt tù từ mười lăm năm đến hai mươi năm. Tòa án cấp sơ thẩm chỉ áp dụng xử phạt bị cáo ba năm tù là quá nhẹ, không đúng với quy định của pháp luật. Khi xét xử phúc thẩm, Tòa án cấp phúc thẩm không phát hiện ra sai lầm của Tòa án cấp sơ thẩm, vẫn giữ nguyên mức hình phạt và cho bị cáo hưởng án treo là sai lầm nghiêm trọng, không đánh giá đúng tính chất nguy hiểm của hành vi phạm tội do bị cáo gây ra.

### Quyết định
Từ những nhận định này, Hội đồng xét xử ra quyết định: hủy bản án hình sự phúc thẩm của Tòa án nhân dân tỉnh Bình Định và bản án hình sự sơ thẩm của Tòa án nhân dân thành phố Quy Nhơn, tỉnh Bình Định đối với Võ Thị Ánh Ngọc để điều tra lại theo đúng quy định của pháp luật. Chuyển hồ sơ vụ án cho Viện kiểm sát nhân dân tối cao giải quyết theo thẩm quyền. Các quyết định khác của bản án hình sự phúc thẩm và sơ thẩm nêu trên không bị kháng nghị theo thủ tục giám đốc thẩm tiếp tục có hiệu lực pháp luật.